# Vila Anny Urbanové
Vila Anny Urbanové je rodinný dům v pozdně funkcionalistickém duchu, situovaný v ulici Jana Koziny v Hradci Králové.

## Popis

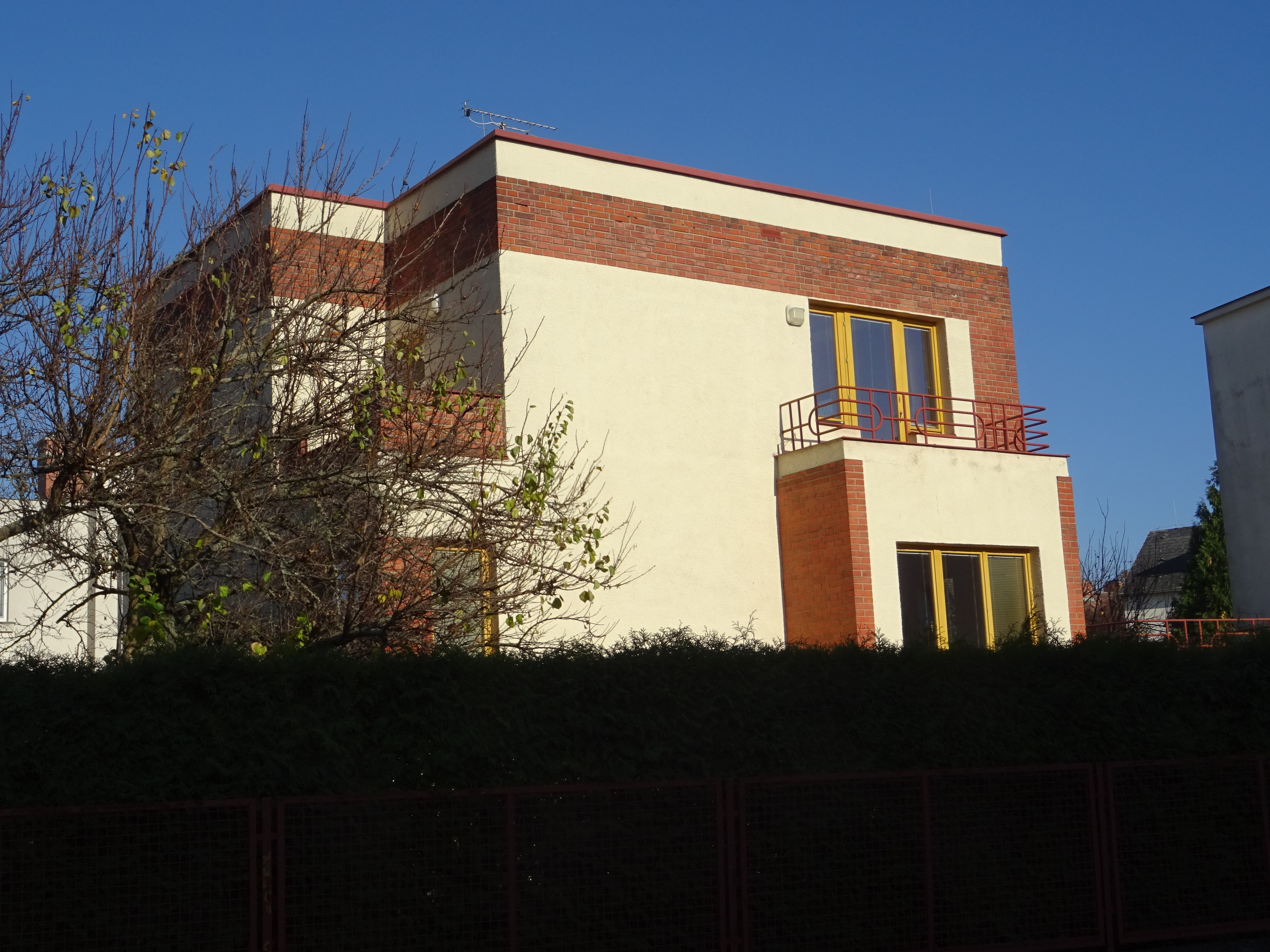

Architektonický návrh stavby vytvořil v první polovině roku 1933 architekt Bedřich Novotný, stavbu samotnou pak od května do září téhož roku realizoval architekt a stavitel Ondřej Rádl. Kolaudace proběhla 15. září 1933.
Třípodlažní dům má obdélníkový půdorys a je završen plochou střechou. První podlaží je polosuterénní a sloužilo především jako technické zázemí a pro ubytování personálu. Zvýšené přízemí tvořilo hlavní obytný prostor domu, obsahovalo předsíň, obývací pokoj, toaletu, kuchyň, pokojík pro služku a schodišťovou halu. Z ní vycházelo schodiště do horního patra netypicky úhlopříčně (tradičně se schody budovaly spíše po obvodu schodišťové haly). V horním patře se pak nacházela ložnice majitelů domu se šatnou, a dále menší ložnice a šatna pro hosty. Toto podlaží také nabízelo přístup na balkón.
Vila je po rekonstrukci, která zachovala hlavní prvky původního návrhu (například členění fasády na hladce omítnuté plochy a cihlové pásy), k domu ale byla přistavěna garáž.